# 五木玲子
五木 玲子（いつき れいこ、1934年 - ）は、日本の医師・版画家。旧姓は岡（おか）。石川県金沢市出身。
父は石川県選出の衆議院議員（のち金沢市長）岡良一。夫は小説家の五木寛之。
金沢大学附属高等学校、早稲田大学文学部、東邦大学医学部卒業。1965年結婚。